# ポリ (小惑星)
ポリ (1499 Pori) は、小惑星帯にある小惑星の一つ。ユルィヨ・バイサラがトゥルクで発見した。
フィンランドの都市、ポリに因んで命名された。